# Pieter van Foreestkliniek

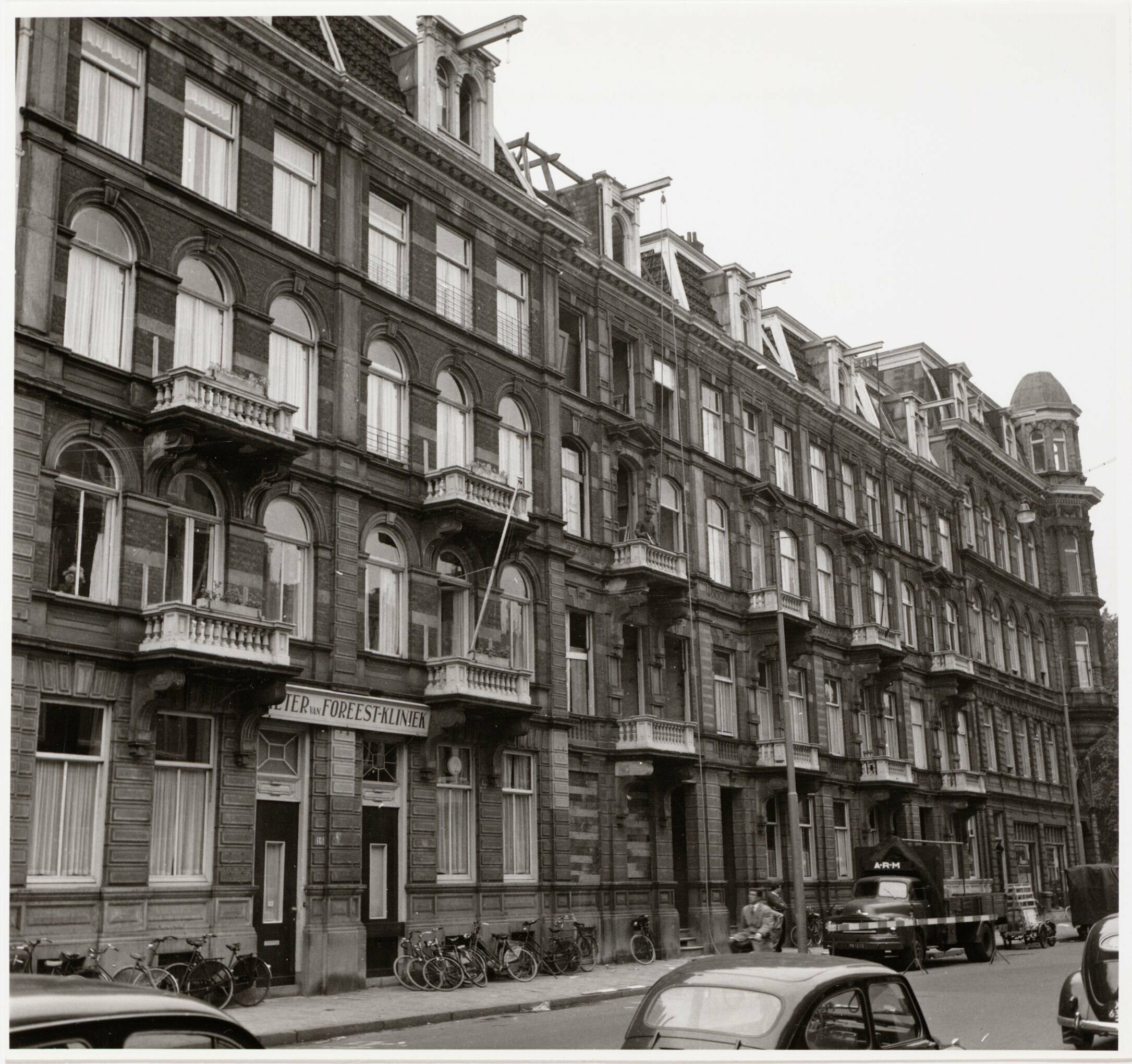
De Foreestkliniek nog actief in 1960

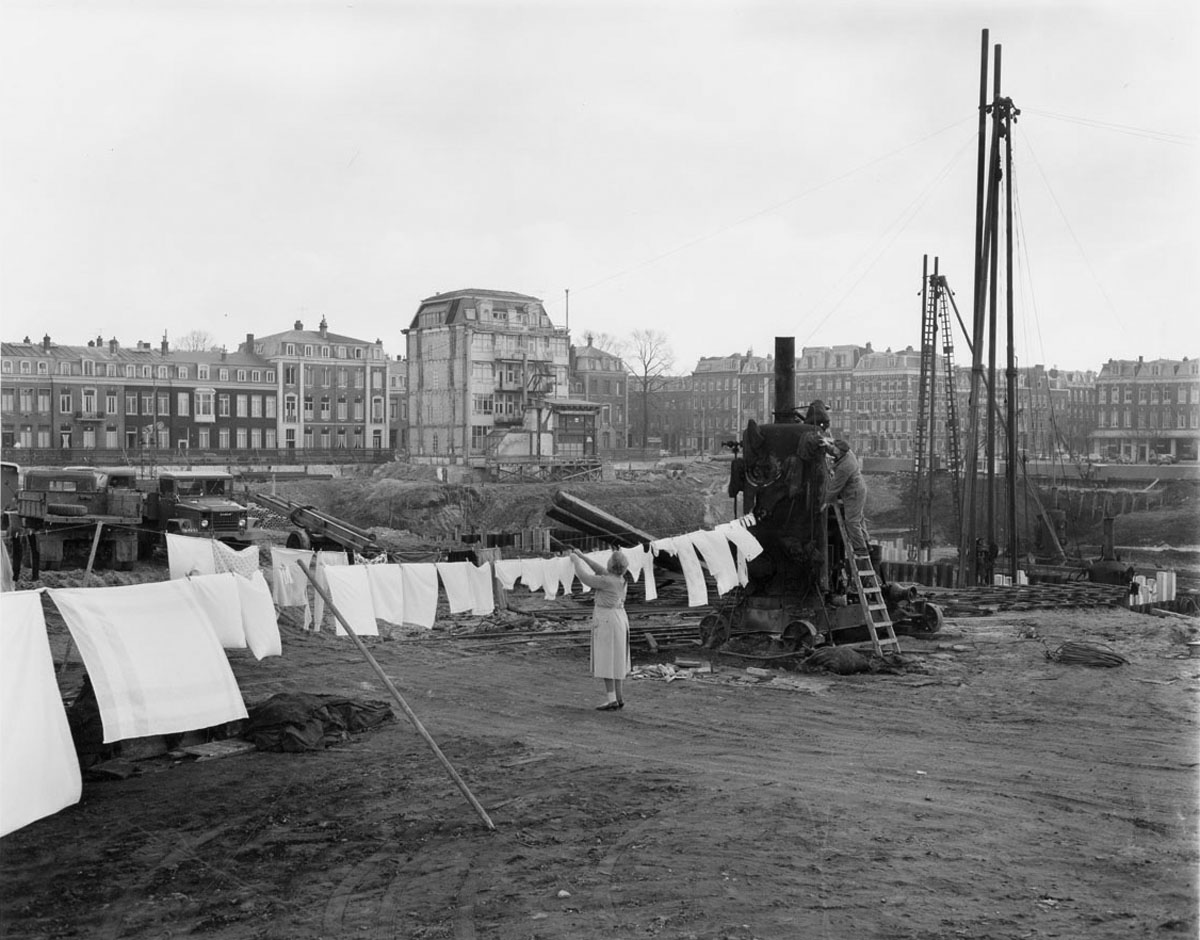
Een eenzame Foreestkliniek (midden) aan Oosteinde vlak voor de sloop (april 1962)

De Pieter van Foreestkliniek was een particulier ziekenhuis in het centrum van Amsterdam.

## Geschiedenis
Het ziekenhuis werd opgezet door Gerrit Arie Lindeboom en opende na de oprichting in maart 1944 in het najaar van dat jaar haar deuren. Lindeboom wilde  een eigen kliniek voor patiënten die hij elders in Amsterdam niet meer kon onderbrengen. Het was gevestigd in Oosteinde 18, tot juli 1943 in gebruik bij Tehuis Oosteinde, een destijds door de deportaties in onbruik geraakte opvangplek voor Joods vluchtelingen. Lindeboom vernoemde zijn kliniek naar de 16e-eeuwse medicus Pieter van Foreest. Het gebouw herbergde ook een medische faculteit van de Vrije Universiteit van Amsterdam. 
Het ziekenhuis leidde een vrij anoniem bestaan, maar werd bijna in december 1957 meegesleurd in een brandend buurpand. Begin 1959 werd het huurcontract door de gemeente opgezegd in verband met de bouw van het nieuwe hoofdkantoor van De Nederlandsche Bank. Lindeboom verzette zich tegen de sloop en nieuwbouw en wist keer op keer uitstel te krijgen. Terwijl de belendende panden al kennismaakten met de sloophamer, bleef de kliniek met 26.000 verpleegdagen dankzij rechtszaken tot maart/april 1962 patiënten behandelen. Toen uitstel geen afstel werd, moest in allerijl nieuwbouw gepleegd worden, waarvoor een plek gevonden werd aan Walborg, hoek Van Boshuizenstraat in Buitenveldert. Het gebouw bleef als laatste overeind, en in maart/april 1962 moesten nog 72 patiënten overgeplaatst worden naar een net opgeleverd gebouw. Lindeboom kon zich verzetten omdat Amsterdam in die jaren kampte met een schrijnend beddentekort.
De kliniek draaide er amper twee jaar toen Lindeboom wilde stoppen met zijn kliniek. Er was overleg voor omschakeling naar een wijkziekenhuis, maar uiteindelijk kwam het er op neer dat de gemeente Amsterdam het ziekenhuis met dan 84 bedden opkocht, de VU vertoonde geen interesse meer. De gemeente had behoefte aan een kliniek voor bejaarden. Ook die verkoop was tegen de zin van Lindeboom en ook nu volgden er rechtszaken, tevergeefs, Lindeboom moest ook dit gebouw ontruimen, alhoewel de zaak tot 1970 bleef doorwoekeren. Toen de gemeente het gebouw als geriatrische observatiekliniek wilde gaan gebruiken, moest eerst een grote renovatie plaatsvinden. Niet veel later begon de gemeente met de bouw van het Slotervaartziekenhuis, waarmee de noodzaak van de Pieter van Foreestkliniek in december 1975 eigenlijk geheel verdween.
Wat restte was het gebouw, maar dat bleek ook niet voor de eeuwigheid. Voorjaar 2021 werd het afgebroken om plaats te maken voor nieuwbouw.